# Див запад
Див запад (още Стар запад или Американски стар запад, също Далечен запад) е термин за Западните съединени щати, който обхваща географията, историята, хората, познанията и културата в периода 1865 – 1895 г. Най-често терминът се отнася за втората половина на 19 век – времето от Американската гражданска война до края на века. Понятието отпраща към живота след годините на заселване.
Посредством договори с чужди нации и местни жители, политически компромиси, технологични изобретения, военни завоевания, налагане на право и ред и големите миграции на чужденци Съединените щати се разширяват от Атлантическия до Тихия океан. За обезопасяване и управляване на Запада американското федерално правителство съществено увеличава своите възможности и нацията бързо еволюира от аграрно в индустриално общество. Федералното правителство насърчава заселничеството и обработването на земята, а към края на 19 век – и обработването на незаетите земи.
С времето Дивият запад преминава в историята, но митовете и легендите за него остават живи във въображението на американци и чужденци. Уестърнът е киножанр, отразяващ в изкуството усвояването и приобщаването към САЩ на Дивия Запад.